# Dicynodon
Dicynodon – rodzaj roślinożernego terapsyda z podrzędu anomodontów.
Z analizy kladystycznej przeprowadzonej przez Kammerera, Angielczyka i Fröbischa (2011) oraz z badań Kammerera (2019) wynika, że rodzaj ten obejmował dwa gatunki żyjące w późnym permie na terenach dzisiejszej Afryki: gatunek typowy Dicynodon lacerticeps, którego szczątki odkryto w Południowej Afryce (Karru) oraz D. angielczyki, którego skamieniałości odkryto w Tanzanii. Zamieszkiwał głównie środowiska błotne i prawdopodobnie dobrze pływał. Miał dwa duże kły sterczące z górnej szczęki (stąd pochodzi jego nazwa, dosłownie „podwójny psi ząb”). Długość ciała wynosiła ok. 1,2 m.
W przeszłości do tego rodzaju zaliczano też szereg gatunków anomodontów żyjących od późnego permu do wczesnego triasu na terenach Afryki, Europy (ich szczątki odkryto w Rosji w okolicach rzeki Dwina) i Azji (Chiny). Z przeprowadzonej przez Kammerera, Angielczyka i Fröbischa (2011) analizy kladystycznej wynika jednak, że rodzaj Dicynodon obejmujący te wszystkie gatunki byłby polifiletyczny. Autorzy przenieśli te gatunki do odrębnych rodzajów: gatunek D. leoniceps do rodzaju Daptocephalus, gatunek D. woodwardi – do rodzaju Basilodon, D. gilli (uznany przez autorów za starszy synonim Dinanomodon rubidgei) – Dinanomodon, D. alticeps – Sintocephalus, D. amalitzkii – Peramodon, D. bathyrhynchus – Euptychognathus, D. benjamini – Keyseria, D. bogdaensis – Turfanodon, D. limbus – Daqingshanodon, D. sinkianensis – Jimusaria, D. traquairi – Gordonia, D. trautscholdi (uznany przez autorów za starszy synonim Vivaxosaurus permirus) – Vivaxosaurus, a D. vanhoepeni – do rodzaju Syops. Inne gatunki wcześniej zaliczane do rodzaju Dicynodon zdaniem autorów należą do innych znanych rodzajów anomodontów (najwięcej należy do rodzajów Oudenodon i Diictodon). Kammerer (2019) przeniósł gatunek D. huenei do rodzaju Daptocephalus.